# Maui (esogeologia)
Maui è un centro eruttivo presente sulla superficie di Io.